# Copetín (Argentina)
En Argentina y Uruguay se denomina copetín (derivada del genovés cuppetin) al  tentempié que se suele consumir a media tarde. En Paraguay se denomina «copetín» a los establecimientos que venden sándwiches, empanadas, jugo de frutas y gaseosas, mientras que «cantina» (significando lo mismo) únicamente se limita a los campus de escuelas, colegios y universidades.
El copetín tiene similitudes con la picada, aunque a diferencia de ésta, contiene muchos menos ingredientes. Los ingredientes sólidos de un copetín son semejantes a los de una picada aunque en mucha menor cantidad y, acorde a la ligereza del tentempié, con moderadas cantidades pero una posible gran variedad de ingredientes que acompañan al vaso de la bebida principal.
El copetín rioplatense tiene típicos ingredientes que lo diferencian de los otros condumios del tipo "snacks", "entremés", etcétera, por ejemplo: palitos salados, palitos de maíz, bolitas de queso, maní con cáscara, maní frito y maní tostado salado, entre otros comestibles. Es mucho menos abundante en elementos que una picada porque se suele consumir a media tarde o al anochecer.
Por otra parte, a diferencia de los genéricos snacks, el típico copetín rioplatense se basa en dos elementos típicos: lo principal es el consumo de una o dos copas de alguna bebida alcohólica (por ejemplo guindado, vermut o uno o dos vasos de vino diluido con bastante soda o, más actualmente, con cerveza o un fernando -sin mayúscula inicial-); y, por otro lado, el horario en que se consume: es una especie de merienda para gente adulta, y no puede considerarse como un aperitivo, ya que este precede al almuerzo o, en todo caso, a la cena, mientras que el copetín argentino se consume a la tarde o a la "media tarde".
Aunque entre fines de la década de 1970 hasta aproximadamente el 2015 el copetín había quedado bastante olvidado, ha vuelto a tener vigencia incluso entre gente muy joven, aunque en 2015 los copetines más afamados fueron los generados por "boliches" reconocidos, como La Biela, entre otros. Cada uno de estos boliches (bares, restaurantes o restoranes, confiterías, etcétera) suelen tener su propia receta.